# I. e. 381
Évszázadok: i. e. 5. század – i. e. 4. század – i. e. 3. század
Évtizedek: i. e. 430-as évek – i. e. 420-as évek – i. e. 410-es évek – i. e. 400-as évek – i. e. 390-es évek – i. e. 380-as évek – i. e. 370-es évek – i. e. 360-as évek – i. e. 350-es évek – i. e. 340-es évek – i. e. 330-as évek
Évek: i. e. 386 – i. e. 385 – i. e. 384 – i. e. 383 –  i. e. 382 – i. e. 381 – i. e. 380 – i. e. 379 – i. e. 378 – i. e. 377 – i. e. 376

## Események

### Perzsa Birodalom
- Tiribazosz és Orontész vezetésével hatalmas perzsa sereg száll partra a korábban fellázadt Cipruson. Euagorasz ciprusi királynak sikerül elvágni az utánpótlásukat és az éhező perzsa csapatok lázonganak. A kitioni tengeri csatában azonban Euagorasz flottája megsemmisül, ő maga Szalamiszra menekül, ahol formálisan király maradhat, de ténylegesen a perzsa király vazallusává válik.

### Görögország
- Spárta újraalapítja Plataia városát, amelyet i.e 427-ben elpusztított; ezzel megerősíti befolyását Közép-Görögországban.

### Itália
- Rómában consuli jogkörű katonai tribunusok: Marcus Furius Camillus, Lucius Postumius Albinus Regillensis, Lucius Lucretius Tricipitinus Flavus, Aulus Postumius Albinus Regillensis, Lucius Furius Medullinus és Marcus Fabius Ambustus.
- Az addig szövetséges Tusculum fellázad Róma ellen, majd a felkelés leverése után feltétel nélkül megadták magukat és Tusculum lesz az első "municipium cum suffragio", teljes polgárjogú város.

## Halálozások
- Vu Csi, kínai hadvezér és Csu állam első minisztere

## Fordítás
- Ez a szócikk részben vagy egészben  a(z)   381 BC című angol Wikipédia-szócikk ezen változatának fordításán alapul.  Az eredeti cikk szerkesztőit annak laptörténete sorolja fel. Ez a jelzés csupán a megfogalmazás eredetét és a szerzői jogokat jelzi, nem szolgál a cikkben szereplő információk forrásmegjelöléseként.